# Wagenbruchquellen
Koordinaten: 51° 32′ 5″ N, 7° 18′ 34″ O

Naturschutzgebiet Wagenbruchquellen (Mai 2019)

Das Naturschutzgebiet Wagenbruchquellen liegt auf dem Gebiet der Stadt Castrop-Rauxel im Kreis Recklinghausen in Nordrhein-Westfalen.
Das Gebiet erstreckt sich südlich der Kernstadt von Castrop-Rauxel. Nordwestlich des Gebietes verläuft die Landesstraße L 739, östlich die B 235 und südlich die L 654. Östlich direkt anschließend liegt das etwa 3,7 ha große Naturschutzgebiet (NSG) Tongrube Lessmöllmann (RE-038), westlich erstrecken sich das etwa 11,6 ha große NSG Langeloh (RE-035) und – auf dem Gebiet der kreisfreien Stadt Herne – das etwa 39,2 ha große NSG Langeloh - In der Hemke (HER-002).

## Bedeutung
Das etwa 21,5 ha große Gebiet wurde im Jahr 1995 unter der Schlüsselnummer RE-036 unter Naturschutz gestellt. Schutzziele sind die Erhaltung und Wiederherstellung von landschaftsraumtypischen Lebensgemeinschaften, insbesondere der Schutz der Buchen- und Eichenwälder, die Umwandlung des Roteichenwaldes in einheimischen Laubwald, der Schutz der Bäche sowie die Wiederherstellung von artenreichem Grünland, als Refugialbereich für artenreiche Tier- und Pflanzengemeinschaften im Ballungsraum Ruhrgebiet.